# Château de Chatan
Le château de Chatan (北谷城跡, Chatan jōato) ou gusuku de Chatan (北谷城, Chatan gusuku) est un gusuku ryūkyūan situé à Chatan sur l’île Okinawa.
Il est construit sur une colline en calcaire de Ryūkyū avec une altitude maximale de 44,7 mètres, et comprend cinq enceintes pour une aire totale de 16 600 mètres carrés. Il est naturellement protégé par une falaise de 10 à 20 mètres de haut au nord et par une falaise à deux niveaux au sud, avec la rivière Shirahi-gawa qui coule vers l’ouest au pied de la falaise nord:24–25,:70.
Il a été une importante forteresse du Royaume de Chūzan entre la deuxième moitié du XIIIe siècle et la première moitié du XVIe siècle. C’est le cinquième plus grand gusuku de l’île Okinawa, après Shuri, Nakijin, Itokazu et Nanzan:31.

Après la Seconde Guerre Mondiale il a été inclus dans les terres réquisitionnées pour la construction du Camp Zukeran. Il n’a été rétrocédé à Chatan que le 31 mars 2020. L’accès est toujours strictement contrôlé par le Bureau de la Défense japonais.
Depuis la destruction du gusuku d’Ichi, le gusuku de Chatan est le seul gusuku du bourg de Chatan:1.

Il a été désigné Site Historique National en 2020.

## Emplacement
Le gusuku de Chatan est situé à Chatan, un bourg sur la côte ouest de l’île Okinawa. Il est situé légèrement au sud du centre de la ville, faisant face à la côte, sur une colline de calcaire qui s’étend est-ouest à proximité de l’estuaire de la rivière Shirahi-gawa:25.
La colline mesure environ 500 mètres de long, 150 mètres de large et 44 mètres de haut
:8.
Le paysage alentour a été largement modifié lors de l’installation du Camp Zukeran:25.
Le gusuku est actuellement bordé au nord par la rivière Shirahi-gawa, à l’ouest par la Route Nationale 58 et au sud par la Route Nationale 130.
Avant la Seconde Guerre mondiale, il était entouré par les villages de Kuwae (au nord), Chatan, Rindō et Tamēshi (au sud).
La pointe occidentale de la colline a été rabotée pour construire la Route Nationale 58:4.
Le gusuku le plus proche (à l’exception du gusuku d’Ichi, qui était un avant-poste du gusuku de Chatan) est le gusuku de Hini, situé à 3 kilomètres vers l’est, à Kitanakagusuku:4.
Le gusuku de Hini a également livré du matériel archéologique de la transition entre le Kaizuka Récent et le début de la période Gusuku et son développement semble être contemporain de celui du gusuku de Chatan:5.

## Histoire

### Résumé
Le gusuku de Chatan est une forteresse de Chūzan qui a été utilisée entre la deuxième moitié du XIIIe siècle pendant la période Gusuku et la première moitié du XVIIe siècle pendant la période du Royaume de Ryūkyū. Contrairement à la plupart des gusukus, il a continué à être utilisé pendant la seconde dynastie Shō. Il est également appelé Ūkā Gusuku / Ōkawa Gusuku (大川グスク) et fonctionnait avec un avant-poste sur l’autre rive de la rivière Shirahi-gawa, le gusuku d’Ichi (池グスク). Il semble avoir perdu sa fonction de centre administratif régional lorsque le poste de garde de Chatan Banju (北谷番所) a été construit au pied de la colline à la fin du XVe siècle:32,:5.

Le gusuku a été déserté quelques décennies plus tard au XVIe siècle mais a conservé un aspect défensif qui a été utilisé dans la résistance du royaume contre l’invasion de Satsuma en 1609. 
Le gusuku a conservé ensuite uniquement son rôle de centre religieux et est devenu un emplacement recherché pour les activités funéraires, comme en témoignent les quatre-vingt-deux tombes identifiées dans ses falaises:5.

### Période Gusuku
Il n’y a aucun document historique en relation avec la construction du gusuku de Chatan, mais il existe plusieurs traditions orales qui ont été compilées plus tard:70.
Ces traditions indiquent que le premier seigneur du gusuku de Chatan était Kaniman Aji (金満按司). « Kaniman » est un nom commun généralement attribué aux personnes ayant un lien avec le travail du fer au début de la période Gusuku sur l’île Okinawa:70. Le Ryūkyū-sosen hōkan (琉球祖先寳鑑), publié en 1933 par Chitoku Keruma (慶留間知徳) mentionne que pendant le règne du roi Eisō (1229-1299), le fils aîné de la maison de la Noro de Chatan s’appelait Kaniman Aji:4.

Une tombe traditionnellement attribuée à Kaniman Aji existe, dans une grotte dans la falaise nord du gusuku, faisant face à la rivière Shirahi-gawa:70.
Les personnes qui se sont réfugiées dans la tombe pendant la Seconde Guerre mondiale ont rapporté qu’elle contenait une large quantité d’ossements, ce qui suggère qu’il s’agissait d’une tombe collective. L’inscription sur la stèle devant la tombe indiquait « tombe sacrée de Kaniman Aji, contenant les générations des seigneurs historiques du gusuku de Chatan », ce qui suggère également que plusieurs générations de seigneurs appelés « Kaniman Aji » étaient enterrées à cet endroit:20.
La tradition dit que (le dernier) Kaniman Aji est défait par Ūkā Aji (Ōkawa Aji) (大川按司), qui est à son tour battu par Tancha Ufunushi (谷茶大主, lit. « le grand seigneur de Tancha »), avant que le fils de Ūkā Aji ne reprenne le pouvoir quand les anciens vassaux de son père battent Tancha Ufunushi:70,:1, 5.
Ces conflits sont le sujet de la pièce de kumi odori intitulée La vengeance d’Ōkawa (大川敵討, Ōkawa tekiuchi/Ūkā tichiuchi).
Comme tous ces noms sont des titres, transmis de père en fils, on ne peut pas savoir combien de générations de Kaniman Aji ou Ūkā Aji ont vraiment occupé le gusuku de Chatan. De plus, les documents généalogiques de plusieurs anciennes familles de Chatan indiquent qu’ils sont à la fois des descendants de Kaniman Aji et Ūkā Aji, ce qui a donné naissance à la théorie qu’ils étaient en fait de la même famille, voire la même personne:28.
Ūkā Aji est à l’origine de l’autre nom du gusuku de Chatan, Ūkā Gusuku (Ūkā, lit. « grosse rivière » est un autre nom de la rivière Shirahi-gawa). Cette famille semble avoir été les constructeurs principaux du gusuku  de Chatan, aux XIVe et XVe siècles. Étant donné la taille du gusuku, il semble que la famille d’Ūkā Aji ait été particulièrement puissante:1, 5.

Ce qui arrive après cette période de luttes pour le pouvoir n’est pas clair, mais pendant le règne de  Shō Shin (vers 1500), les seigneurs du magiri de Chatan sont nommés « Chatan Aji » (et quelquefois « Chatan Ōkawa Aji »). Il n’est pas prouvé que ces personnes nommées Chatan Aji soient des descendants directs de la famille d’Ūkā Aji:1, 5,:28.
Le quinzième volume du Omoro Sōshi (compilé en 1623) mentionne les seigneurs du gusuku de Chatan comme « kitatan-no-teda » (15/55, 56) et « kitatan-no-yo-no-nushi » (15/57, 58), ce qui signifie respectivement « le soleil de Chatan » et « le seigneur-du-monde de Chatan »:70,:1,:28.
Ces termes sont fréquemment appliqués à des rois dans le même ouvrage, montrant que les seigneurs de Chatan étaient probablement particulièrement puissants:3.

Il n’est pas possible cependant de savoir auquel des ajis le Omoro Sōshi fait référence:1.

### Période du Royaume
Pendant l’invasion par Satsuma en 1609, le gusuku de Chatan est défendu par Yō Chōhō Sashiki Chikudun Kōdō (ja),  qui oppose une résistance acharnée à l’envahisseur. Il se battait encore et tenait sa position quand il apprend que Shuri est tombé, et il se suicide de chagrin. Sa tombe est aussi située dans la falaise nord du gusuku de Chatan. Le gusuku d’Ichi, l’avant-poste du gusuku de Chatan situé sur l’autre rive de la rivière Shirahi-gawa, a également joué un rôle important durant cette bataille:70,:30.
Après l’invasion, la forteresse a été complètement abandonnée et certains terrains dans ses enceintes ont servi de champs agricoles.

Quand le pont d’Ichi-gusuku-bashi (池城橋, Ichi-gusuku-bashi) a été rebâti en pierres en 1821, les pierres des murailles du gusuku de Chatan ont été utilisées. Il semble que les pierres de ces murailles aient également été utilisées pour la construction du pont de Machinato-bashi (牧港橋, Machinato-bashi):30.

### Rétrocession et classement
Après la Seconde Guerre mondiale, la zone du gusuku de Chatan a été saisie par les forces américaines et a été incluse dans le Camp Zukeran (renommé ensuite Camp Foster). Le 5 avril 2013, le « Plan de consolidation pour les infrastructures et régions à Okinawa » décide que le Camp Foster sera inclus dans les terres réquisitionnées qui doivent être rétrocédées à Okinawa « après 2019 ». La rétrocession devra se faire graduellement et la rétrocession de la zone comprenant le gusuku de Chatan est planifiée pour 2020.
Elle a effectivement été rétrocédée au Japon le 31 mars 2020, mais l’accès est toujours strictement contrôlé par le Bureau de la Défense japonais. 
Le gusuku de Chatan a été désigné Site Historique National le 20 novembre 2020. Le bourg de Chatan envisage actuellement la création d’un parc historique qui présenterait au public les vestiges archéologiques:1.

## Vestiges archéologiques

### Avant la construction de la forteresse
Il y avait un village sur la colline du gusuku de Chatan avant qu’il ne devienne une forteresse, à la transition entre la période pré-agricole du Kaizuka Récent et la période agricole Gusuku, avant et pendant le XIIe siècle. Le site a livré de nombreux trous de poteaux et éléments de mobilier de cette période, en particulier des tessons de poterie de type à « fonds plats resserrés » , produite localement:6.

Il existe seulement un nombre limité de gusukus pour lesquels une occupation du Kaizuka Récent précédant la transformation en forteresse est attestée : le château de Gushikawa (具志川城, Gushikawa gusuku) et le château de Katsuren (勝連城, Katsuren gusuku) dans le centre de l’île d’Okinawa et le château de Gushichan (具志頭城, Gushichan gusuku) dans le sud:41.
Du point de vue du mobilier archéologique représentatif, la chronologie à la transition entre le Kaizuka Récent et le Gusuku Ancien sur l’île d’Okinawa montre généralement un glissement depuis la poterie de type à « fonds plats resserrés » produite localement au début du XIIe siècle vers l’« assemblage du Gusuku Ancien » aux XIIe et XIIIe siècles (pots en stéatite, porcelaine chinoise blanche et céramique Kamuiyaki), avant l’introduction de la porcelaine céladon chinoise pendant le XIIIe siècle. Le mobilier collecté sur la colline du gusuku de Chatan passe directement de la poterie locale de la fin de la période Kaizuka au céladon:41. Quelques tessons de céladon du XIIIe siècle ont été trouvés, mais la plupart datent des XIVe et XVe siècles. 
La quantité de matériel importé de l’extérieur de l’île daté du XIIe et XIIIe siècles dans les sites archéologiques des terres basses à proximité, comme Kumuibaru ou Kushikanikubaru, est au contraire très importante, indiquant que le centre du pouvoir n’avait pas encore été déplacé en haut de la colline à cette période:41.

### La forteresse de Chatan Gusuku

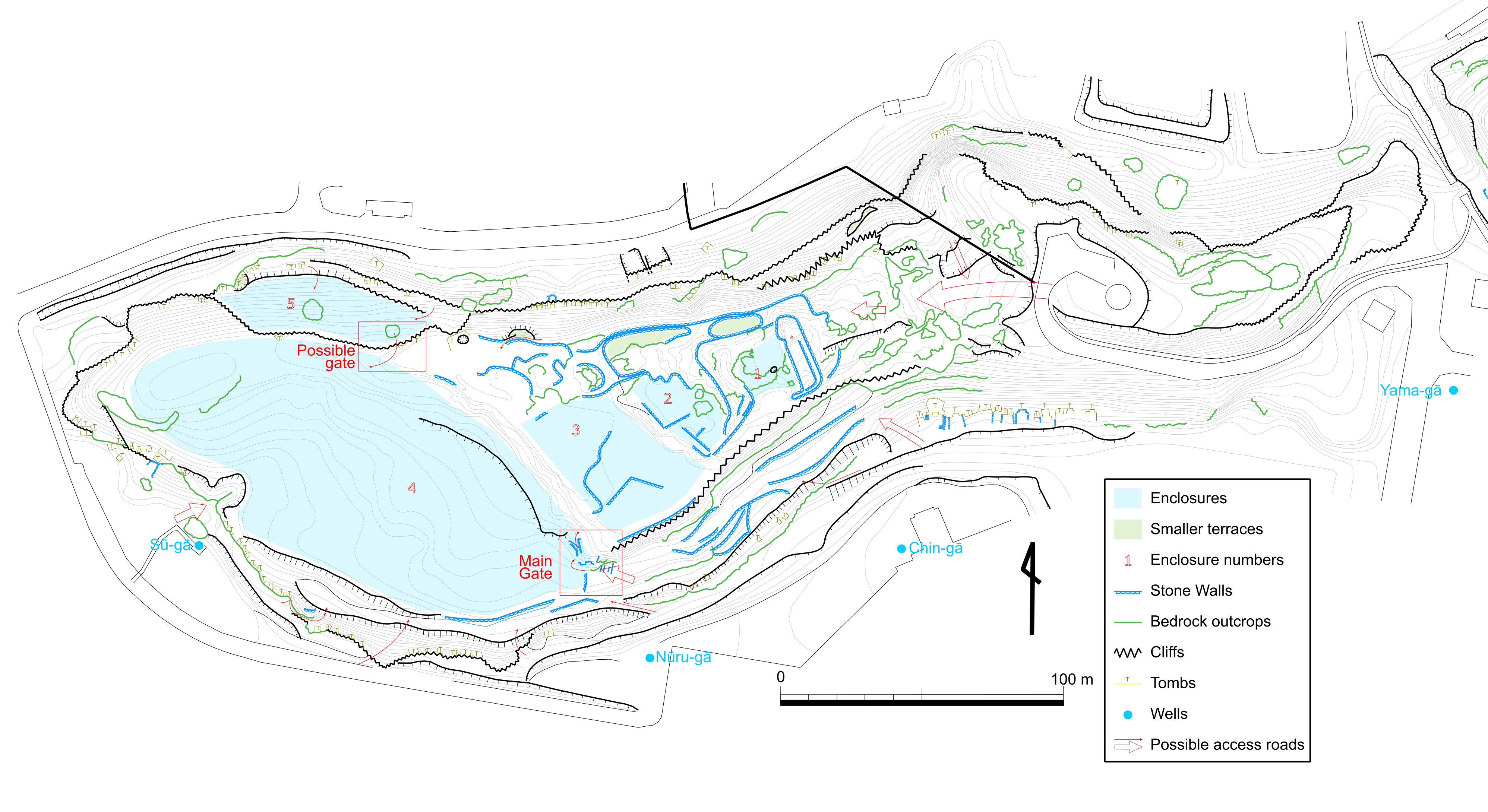
Plan de Chatan Gusuku

La forteresse fait usage d’une colline naturelle de calcaire proche de l’estuaire de la rivière Shirahi-gawa, depuis laquelle il est possible de voir le château de Nakagusuku, le château d'Urasoe et le château de Shuri. La rivière est particulièrement large à cet endroit et la falaise particulièrement abrupte:3. Il existait auparavant deux autres collines plus petites à l’est, toutes reliées par un chemin de crête. Les deux petites collines ont été rasées par les forces américaines après la Seconde Guerre mondiale et le gusuku de Chatan apparaît à présent comme une colline unique dominant le paysage:25.

Les fouilles archéologiques ont montré qu’au XIIe siècle, l’océan venait jusqu’au pied du gusuku:357.
Le gusuku compte cinq enceintes toutes assez bien conservées. Les enceintes sont numérotées 1 à 4 d’est en ouest, avec la cinquième enceinte au nord de la quatrième enceinte. La première enceinte occupe le point le plus haut du gusuku, l’altitude déclinant vers l’ouest. Les enceintes sont définies comme des surfaces relativement planes séparées par des partitions obtenues en remplissant les espaces dans les falaises naturelles du substrat calcaire avec des murs de pierre. Cette technique de construction du gusuku, avec très peu de modification du paysage naturel, est l’une des caractéristiques du gusuku de Chatan:37. Comme il y a moins d’affleurements calcaire dans les enceintes les plus basses, la proportion de murs de pierre dans les partitions entre enceintes augmente de la première à la quatrième enceinte:1. Les murs sont mieux conservés dans la partie orientale du gusuku:5. Certains des murs de pierre sont conservés jusqu’à 1,5 mètres de haut, et peuvent mesurer jusqu’à 9 mètres de large. Ils sont en opus incertum ou en opus quadratum, les pierres taillées pouvant être dans certains murs en calcaire et dans d’autres en calcaire corallien:29,:71,:30,:37,:21,:9.
Les différents ajis  mentionnés dans le paragraphe sur l’histoire ont probablement construit la forteresse graduellement entre le XIIIe et le XIVe siècle:7. La plupart des vestiges archéologiques découverts datent des XIVe et  XVe siècles:5. Le bâtiment résidentiel principal, qui a été trouvé dans la deuxième enceinte, semble avoir été construit au début du XVe siècle:39.
Trois chemins différents pour pénétrer dans le gusuku (tous avec des modifications anthropiques claires du paysage pour faciliter la progression) ont été identifiés : un depuis le sud, un depuis le nord et un depuis l’est. Il existe actuellement d’autres chemins d’accès mais aucun d’entre eux n’inclut des vestiges archéologiques qui permettraient d’affirmer qu’ils étaient également utilisés pendant la période Gusuku ou la période du Royaume:46, 49, 55.

L’accès par le sud correspond probablement au chemin d’accès officiel : le chemin est large et peut être utilisé par plusieurs personnes marchant de front. Il mène à la quatrième enceinte, depuis laquelle il tourne vers l’ouest pour arriver à ce qui était probablement la porte principale dans le mur de la troisième enceinte. Il est appelé « le chemin de la noro » car il était utilisé jusqu’à la Seconde Guerre mondiale par la Noro de Chatan quand elle se rendait sur les sites sacrés dans le gusuku de Chatan:46. 

L’accès par le nord, à travers la cinquième enceinte, est plus raide, et peut seulement être utilisé par une personne à la fois. Plusieurs plateformes artificielles et pentes ont été aménagées pour faciliter la progression, qui impliquait probablement l’utilisation d’une échelle à un endroit. Le chemin mène dans l’angle nord-ouest de la troisième enceinte, où il est possible qu’il y ait eu une porte suspendue. Il s’agit de l’accès le plus direct depuis la rivière Shirahi-gawa et en conséquence d’une porte importante pour le commerce:49.

Le chemin pour l’accès par l’est est très large également et part de la colline à l’est du gusuku pour aboutir directement à la première enceinte. Il a été en grande partie détruit dans les modifications du paysages effectuées par les forces américaines après la guerre:55. 

#### Première enceinte
La première enceinte, à l’est, est la plus élevée (44,72 mètres) et la plus petite (800 mètres carrés, 40 x 20 mètres) des enceintes. Toutes les autres enceintes sont situées à l’ouest de celle-ci. La première enceinte d’un gusuku est généralement nommée uuchibaru et correspond à l’emplacement de la résidence du seigneur. Toutefois, aucun vestige de bâtiment résidentiel n’a été trouvé dans la première enceinte du gusuku de Chatan et sa fonction reste incertaine:29. 
La majorité de l’espace dans la première enceinte est occupée par des affleurements de la roche mère. Le calcaire a été abrasé pour créer une surface plane:84. La zone assez plate pour être utilisable n’excède pas 60 mètres carrés:345. Il y a une petite terrasse associée avec cette enceinte au nord:347.
Un mur de pierre d’environ 25 mètres de long s’étire direction nord-sud à l’est de l’enceinte. Son parement interne, à l’ouest, est en opus incertum. Il comporte deux parements externes à l’est en pierres taillées, possiblement dû à un élargissement du mur, de 6 à 9 mètres de large. Au vu de la largeur, il est probable que le mur était à l’origine très haut, mesurant vraisemblablement plus de 4 mètres:80; 346. Il s’agit du seul côté du gusuku qui n’est pas protégé par une falaise, ce qui explique probablement la largeur et la supposée hauteur du mur défensif. Il est de plus protégé environ 50 mètres à l’est par une dépression en L longue d’environ 8 mètres qui correspond probablement aux vestiges d’un ancien fossé défensif pour empêcher les incursions en provenance de la rivière Shirahi-gawa à l’endroit où la falaise est la plus facile à franchir. Le fossé a été creusé pendant la période Gusuku et a commencé à être comblé vers le XVIe siècle après que le gusuku a perdu son rôle administratif:86. Il y a plusieurs petites terrasses sur la pente qui descend vers la rivière, probablement installées avec un but défensif:345-346.
Il est probable que la colline à l’est, connue sous le nom de Agari Gusuku (lit. « le gusuku oriental ») ait été également fortifiée pour défendre le mur oriental du gusuku. Cette colline est actuellement occupée par un réservoir d’eau installé par les forces américaines:351. 

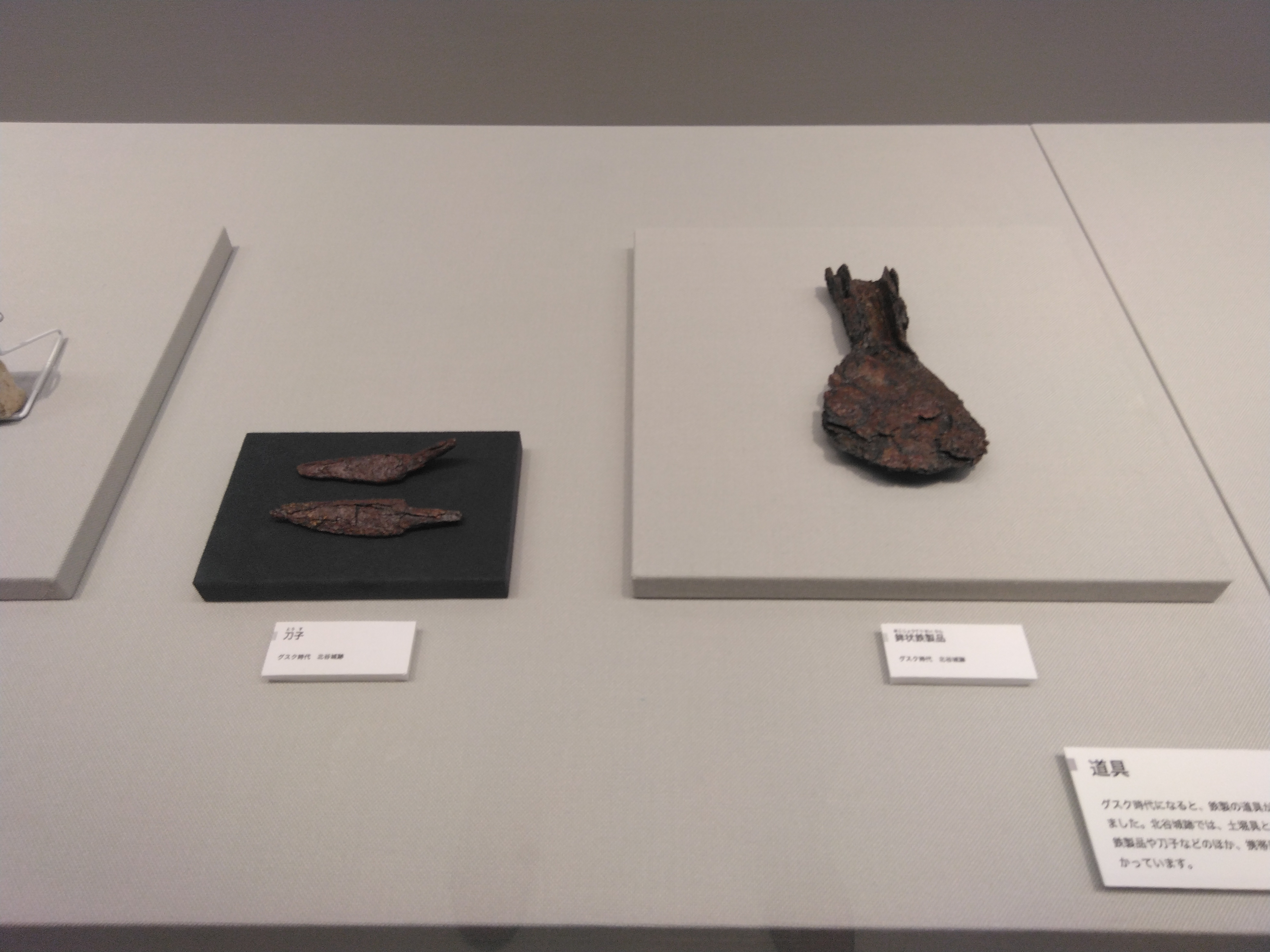
Pointes de projectiles en fer retrouvées au gusuku de Chatan

Plusieurs projectiles en pierre et pointes de flèches en fer ont été trouvés le long du mur oriental de la première enceinte, suggérant que des batailles se sont effectivement tenues à cet endroit:246. 
La plus grande partie de la limite entre la première et la deuxième enceinte, à l’ouest, est occupée par des affleurements de calcaire, complétés au sud par un mur de pierre avec des fondations en pierres de taille:80. 
Une dépression, d’environ 1,5 mètre de diamètre et de profondeur, est quelquefois interprétée comme un réservoir d’eau:3,:85.

#### Deuxième enceinte
La deuxième enceinte mesure 1 500 mètres carrés (30 x 50 mètres) et montre une pente légère descendant vers le sud-ouest:30. 
Les affleurements rocheux sont nombreux dans cette enceinte également et la partie plane qui peut effectivement être utilisée pour les activités humaines n’excède pas 280 mètres carrés, mais il y a une terrasse secondaire associée avec cette enceinte au nord:346. 
Il s’agit de l’enceinte avec le bâtiment résidentiel principal du gusuku:3.
Les angles sud et est des murs qui entourent l’enceinte ont été fouillés, ainsi qu’une large partie des murs sud-ouest et sud-est:89.
Le mur de pierre sud-est présente des angles arrondis, son parement interne de pierres taillées en calcaire corallien est encore en place, mais à l’extérieur, seules les pierres de fondations sont conservées:30,:9. 
La partie ouest présente des pierres de taille en calcaire, de 80 centimètres de long, alors que la partie est a des pierres de taille en calcaire corallien, de 30 centimètres de long:30. 
Le mur sud-ouest est composé de pierres de taille en corail ou en calcaire, de 45 centimètres de long:30.
Il n’y a pas de différence temporelle identifiable entre la construction des parties des murs en calcaire et celles en corail : elles sont toutes élevées sur les mêmes fondations:11.
Ces fondations, en pierre, ont été installées sur une couche de terre compactée:9. Il y a plusieurs endroits où seules les pierres de fondations sont conservées, les pierres taillées de la partie supérieure des murs ayant probablement été réutilisées pour la construction d’autres structures en pierre après l’abandon du gusuku. C’est la raison pour laquelle il est difficile d’identifier avec certitude la localisation de la porte pour cette enceinte:11, 21.
La deuxième enceinte comporte deux pavements de graviers (un dans l’angle nord-ouest, l’autre dans l’angle sud-ouest), un alignement de pierres, les fondations de ce qui est interprété comme le bâtiment résidentiel principal, et des trous de poteaux:5.
Les deux pavements sont composés de corail tabulaire et de corail massif réduits en graviers de quelques centimètres de diamètre et répandus sur le sol. Le corail semble avoir été concassé sur le site. Le calcaire de la roche mère, pourtant affleurant à proximité immédiate, n’a pas été utilisé:12-13. 
Les pavements sont attribués à la période Gusuku:90.
Le pavement nord a été endommagé par les bombardements de la Seconde Guerre mondiale:12.
L’alignement de pierres est situé dans la partie sud de l’enceinte. Il est composé de pierres taillées et s’étend perpendiculairement au mur de pierre occidental. Il est possible qu’il soit lié à la porte de la deuxième enceinte:90. 
Les vestiges du bâtiment principal incluent un alignement de pierres de 9,8 mètres de long qui est interprété comme le caniveau d’évacuation des eaux de pluie de la résidence. Il est composé de pierres taillées en calcaire corallien. Les vestiges comportent également un espace entouré de blocs de calcaire situé au nord de ce caniveau:30,:8,:90.
Ces vestiges ne sont pas dans l’alignement des murs de l’enceinte. Les blocs de calcaire ont été versés dans une dépression dans le sol pour aplanir l’espace et servir de fondations à un bâtiment. Le mobilier (des XIVe et XVe siècles) collecté dans la deuxième enceinte se concentre dans ce bâtiment:90,:8. 
L’unité stratigraphique en dessous des blocs de calcaire contient une grande quantité de charbon, des cendres, des pierres brûlées et des éléments de mobilier fragmentés, qui suggèrent que le gusuku a au moins une fois été détruit par le feu:8.
L’unité stratigraphique la plus profonde a livré des trous de poteaux, de 50 à 60 centimètres de diamètre et 30 centimètres de profondeur, dont beaucoup montraient le négatif du poteau qu’ils avaient contenu, ou contenaient des pierres de calage:13. Ils ont seulement été mis au jour dans les parties de l’enceinte qui ne comprenaient pas de vestiges en relation avec la forteresse, dans lesquelles il a été possible de fouiller plus profondément jusqu’aux couches plus anciennes:90.

#### Troisième enceinte
La troisième enceinte mesure 3 200 mètres carrés (40 x 80 mètres):29, avec un escarpement d’environ 2 mètres de haut entre la deuxième et la troisième enceinte:346. Il y a beaucoup moins d’affleurements de la roche-mère dans cette partie du gusuku et la majorité de l’enceinte est assez plate pour pouvoir être utilisée:346. Elle concentrait jusqu’à la Seconde Guerre mondiale de nombreux sites sacrés et il est probable qu’elle était également consacrée à des activités religieuses lors de la période d’utilisation du gusuku comme une forteresse résidentielle:3.

Les fouilles archéologiques de la partie occidentale de l’enceinte ont révélé des dépôts de terre très épais (jusqu’à 1,8 mètre), répandus dans la troisième enceinte près du mur entre la troisième et la quatrième enceinte, pour niveler la zone. Le mobilier collecté dans ces dépôts de terre inclut une large quantité de tessons de poterie de type à « fonds plats resserrés » et très peu de céladon et de porcelaine, montrant qu’ils datent probablement du tout début de la montée en puissance des ajis locaux, vers la deuxième moitié du XIIIe siècle:110, 346,:8.
L’angle occidental de la troisième enceinte a livré de la porcelaine « bleue et blanche » chinoise très ancienne et plusieurs monnaies chinoises, dont une frappée entre 1102 et 1106:32. La plupart des tessons de céladon sont datés des XIVe et XVe siècles mais il y a également quelques pièces de la dynastie des Song du Sud (XIIe – XIIIe siècle):38,:111.
Une large quantité de matériel carbonisé suggère également une destruction par le feu:111. Ces restes carbonisés incluent de grandes quantités d’orge, de blé et de riz, qui ont été datés des XIIIe et XIVe siècles:349.
La plupart des murs de la troisième enceinte n’ont pas encore été fouillés, mais des fouilles ont été menées à l’emplacement de deux des portes du gusuku : la porte principale dans l’angle sud de l’enceinte et la porte du côté de la rivière dans l’angle ouest. 
La falaise entre la troisième et la quatrième enceinte est haute de 3 à 4 mètres et le mur de pierre entre les deux enceintes inclut deux protubérances qui s’avancent dans la quatrième enceinte:1. 
Le mur nord de l’enceinte, situé juste au-dessus de la tombe attribuée à Kaniman Aji est en opus incertum:111.
La troisième enceinte comporte un chemin, un espace quadrangulaire nivelé entouré d’un mur de pierre, une pente avec des marches et des pavements de pierre. 

Le chemin, appelé « le chemin de la noro » a été mis au jour dans la partie sud de l’enceinte. Il a semble-t-il été utilisé jusqu’à la Seconde Guerre mondiale par la Noro de Chatan quand elle se rendait sur les sites rituels:5.
L’espace quadrangulaire plat entouré d’un mur de pierre est situé vers le centre de l’enceinte:107. La deuxième campagne de fouille y a mis au jour un pavement de cailloux de calcaire d’une dizaine de centimètre de diamètre, des brûle-encens et des bouteilles à alcool en céramique:8. Il a été interprété comme l’un des sites sacrés dont on connaissait l’existence à l’intérieur du gusuku de Chatan , et a été identifié comme celui appelé « Gusuku-nai-nu-tun », qui est mentionné dans le Ryūkyū-koku yurai-ki. Il s’agit d’un site sacré sous la juridiction de la Noro de Chatan:8,:107. 
La pente mène de l’espace plat de la troisième enceinte à l’angle sud-ouest du mur autour de la deuxième enceinte. La pente est artificielle et présente des alignements de pierre parallèles qui pourraient être les restes de marches menant à l’enceinte principale (la deuxième enceinte). Elle est dans l’alignement des pierres taillées qui forment un alignement dans la deuxième enceinte, qui est interprété comme en relation avec la porte de cette deuxième enceinte:89, 90,:9,:9. 
Une structure très rudimentaire faite de pierres de calcaire brutes s’avance dans la troisième enceinte depuis l’angle sud-ouest du mur autour de la deuxième enceinte. Sa fonction n’est pas claire mais compte tenu de son emplacement, elle était probablement en relation avec le mur et la pente artificielle:89.
Un autre pavement a été mis au jour dans la partie sud de l’enceinte, composé de fragments de corail et de coquillages de 2 à 3 centimètres mélangés à de la terre et très fortement compactés. Cette structure a été interprétée comme un chemin menant à un bâtiment qui a été identifié par la présence de plusieurs trous de poteaux alignés avec le pavement, au nord de celui-ci:108,:9, 16.
Un chemin fait de petits graviers a également été mis au jour dans le gusuku de Zakimi, mais les graviers étaient installés sur des fondations faites de gros blocs de corail, ce qui n’est pas le cas à Chatan:16.
La porte « principale » du gusuku, entre la troisième et la quatrième enceinte, était située sur le côté ouest de ce pavement:108.

#### Quatrième enceinte
La quatrième enceinte mesure 9 600 mètres carrés (96 x 100 mètres):29. Elle est très étendue comparée aux autres enceintes, et avait probablement une fonction militaire : les troupes et provisions pouvaient être assemblées dans cette enceinte en cas d’attaque:3.
La quatrième campagne de fouilles (1987), menée pour déterminer si cet espace considérable était également inclus dans le gusuku, a montré que l’espace plat avait été créé artificiellement en nivelant la zone avec des pierres : de 20 centimètres de diamètre du côté de la falaise et de 10 centimètres de diamètre du côté de la colline. Il a donc été conclu que la zone appartenait également au gusuku, et qu’elle constituait la quatrième enceinte. Cela a fait du gusuku de Chatan l’un des plus grands de l’île d’Okinawa:30,:8. Il y a une différence de niveau de 10 mètres entre la partie occidentale et la partie orientale de l’enceinte : il est possible qu’il s’agisse en fait de deux enceintes différentes, ce qui signifierait que le gusuku de Chatan aurait en fait six enceintes:349. Il est nécessaire de confirmer cette théorie par des fouilles archéologiques, mais la partie occidentale, nommée Iri Gusuku (lit. « le gusuku occidental ») est un site sacré dont l’entrée est interdite aux hommes, et aucune fouille archéologique n’y a jamais été menée:366.
Le matériel archéologique mis au jour inclut de la poterie, des céladons et du grès avec une engobe marron (céramique Nanman), datés des XIVe et XVe siècles, montrant une contemporanéité probable avec la bâtiment de la seconde enceinte et le niveau supérieur d’occupation de la troisième enceinte:30:8.
La campagne de 1987 a été menée le long de la bordure sud de la quatrième enceinte, sur la pente de la falaise. Elle a mis au jour un mur de pierre en opus incertum à l’ouest de la zone nivelée, le long de la falaise:30,:8.
Des campagnes plus récentes ont également mis au jour 10 mètres du mur sud, à l’ouest de la porte principale du gusuku. Cette partie du mur est en opus quadratum:117. Dans plusieurs autres endroits de ce mur sud, seuls des blocs de calcaire non taillés empilés grossièrement ont été observés:118. 
La huitième campagne de fouilles (1992), autour des murs les plus orientaux, a mis au jour deux murs différents : l’un mesure 6 mètres de large et l’autre 9 mètres. Le mur de 6 mètres de large est composé de pierres taillées de manière assez grossière alors que le mur de 9 mètres de large est composé de pierres minutieusement taillées. Les deux murs s’étendent direction est-ouest sur 25 mètres et leurs angles sont arrondis:30.
La porte principale du gusuku est située dans le mur de pierre entre la troisième et la quatrième enceinte, au sud. Des fondations interprétées comme celles de la porte ont été mises au jour dans une zone plane légèrement plus basse que le reste de la troisième enceinte:1. 
La porte mesure environ 2 mètres de large et était fermée par un huis de bois:122. Il y a des marches sur la pente à l’ouest de la porte dans la quatrième enceinte, montrant qu’il existait un chemin d’accès depuis l’ouest:1.

#### Cinquième enceinte
La cinquième enceinte mesure 1 500 mètres carrés (75 x 20 mètres). Il s’agit d’une terrasse située au nord de la quatrième enceinte qui a été identifiée comme une cinquième enceinte lors d’une campagne de reconnaissance en 2019:364. 
Elle inclut un très gros rocher de calcaire qui est tombé de la falaise, dont le sommet a été aplani en y répandant des graviers de corail. Il y a une indentation dans la falaise 5 mètres au-dessus de ce rocher. Il est probable qu’il s’agisse de l’emplacement d’une porte suspendue pour l’entrée nord du gusuku:365.  
La cinquième enceinte comporte également les tombes de Kaniman Aji et Yō Chōhō Sashiki Chikudun Kōdō:51.

#### Mobilier archéologique
Les diverses campagnes de fouilles ont permis la collecte de 30970 éléments de mobilier archéologique, la plupart provenant des deuxième et troisième enceintes. La majorité des artéfacts sont des tessons de poterie, suivis en quantité par les tessons de céladon importé et les tessons de grès à engobe marron importé:363.

Les autres types de mobilier incluent de la poterie de type grès, de la poterie de type tuile, de la porcelaine blanche chinoise, d’autres grès importés, de la porcelaine bleue et blanche chinoise, de la céramique Jian, de la céramique Kamuiyaki, des éléments en fer, des éléments en bronze et des monnaies:14-27,:29,:24, 31, 38.
La poterie inclut des pots de type Fensa-kasō du Kaizuka Récent et des pots à cuire de la période Gusuku:29,:14.
Certains des tessons de poterie de type tuile présentent des décors d’impressions florales. Des décors similaires ont également été mis au jour dans les gusukus d’Urasoe, Katsuren et Nakijin et ont été datés entre le XIVe et le XVIe siècle:38.

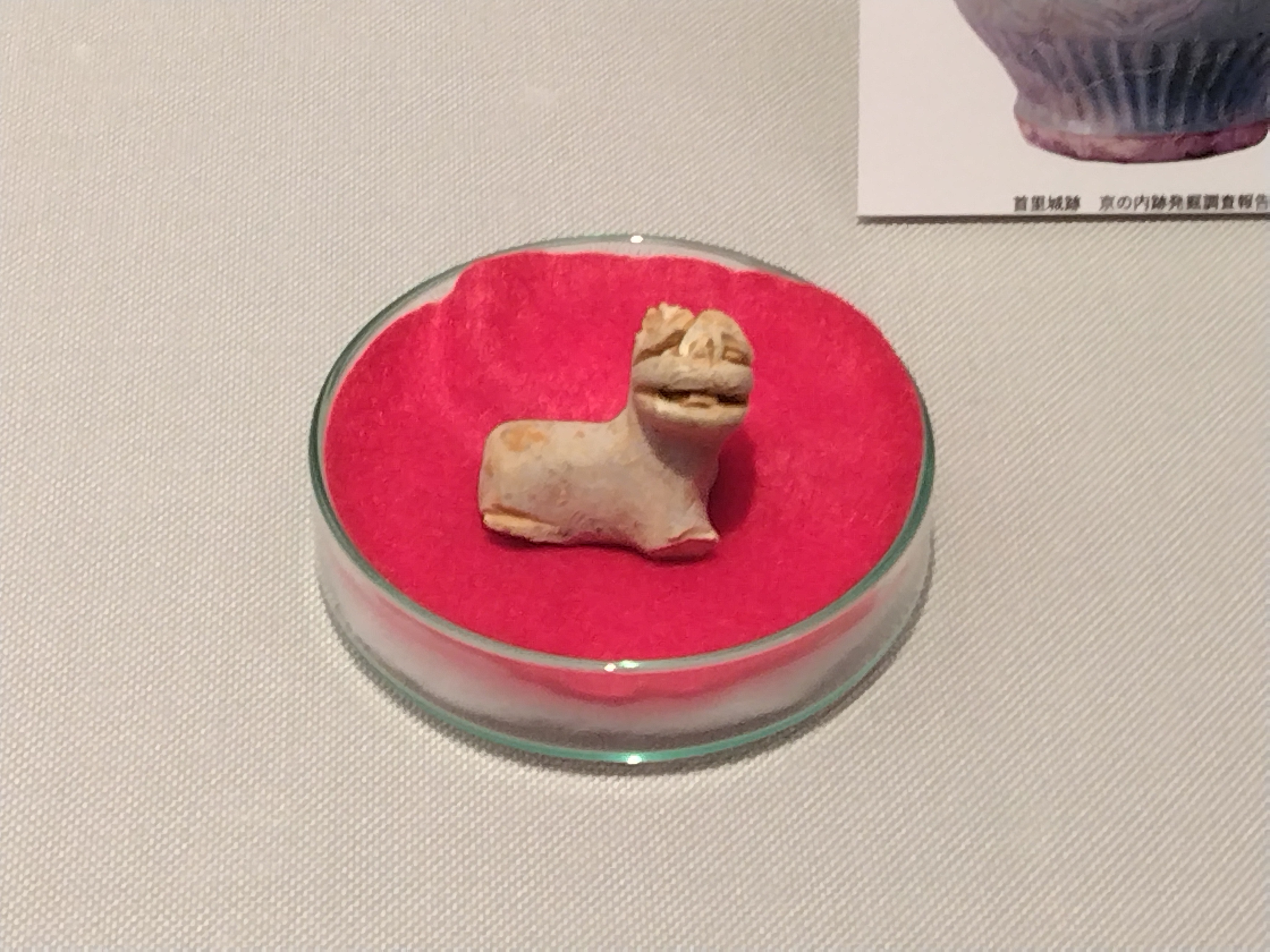
Tesson de céladon en forme de lion trouvé à Chatan Gusuku

Il y avait très peu de tessons de céladon datés de la dynastie des Song du Sud (XIIe – XIIIe siècle) : la plupart des céladons ont été attribués aux XIVe et XVe siècles et aucun d’entre eux au XVIe siècle:30,:17,:24, 38. 
La porcelaine chinoise blanche date exclusivement des XIVe et XVe siècles:38.
La porcelaine bleue et blanche inclut quelques pièces de la fin de la dynastie Yuan / début de la dynastie Ming collectées dans la troisième enceinte. De telles pièces sont assez rares sur Okinawa et d’autres ont été trouvées dans les gusukus de Shuri, Nakijin et Katsuren, démontrant que l’aji du gusuku de Chatan était probablement très puissant:366.
Cinq monnaies chinoises ont été trouvées dans la deuxième enceinte, dont deux complètes, l’une émise en 1189 et l’autre dans la deuxième moitié du XIVe siècle:28. Une autre monnaie frappée entre 1102 et 1106 pendant l’ère Qiantong a été mise au jour dans la troisième enceinte:32.
Le mobilier en fer inclut des clous, des épingles et des pointes de projectile:32.
Le mobilier montre que la colline a été particulièrement occupée pendant le Kaizuka récent et la période Gusuku. Comme mentionné précédemment, il y a très peu de mobilier du tout début de la période Gusuku ou postérieur au XVIe siècle:366.

### Campagnes archéologiques et histoire des recherches
Les campagnes archéologiques à l’intérieur du gusuku de Chatan ne sont pas toutes liées au gusuku lui-même, puisque la colline a été occupée par des populations humaines dès le Kaizuka ancien. 

#### Campagnes de reconnaissance
- L’histoire des études archéologiques du site commence en 1957 lors de la découverte de l’amas coquillier de Chatan Gusuku par des membres des forces américaines qui installent un réservoir d’eau. Le site est brièvement décrit en 1960 par Shinjun Tawada[5]:33.
- En 1979, d’anciens membres du « Club archéologique de l’Université des Ryukyus » (Takashi Onga, Yoshikatsu Goya, Yoshiharu Yoneda, Seiken Teruya) organisent une campagne de reconnaissance et identifient sept sites sur et autour de la colline du gusuku de Chatan[1]:25.
- En août 1982, le Comité d’Éducation du Bourg de Chatan et le Comité Éditorial de l’Histoire de Chatan organisent une étude topographique qui dure un mois pour cartographier la zone, et découvrent quatre murs de pierre et trois zones nivelées qui définissent des enceintes[1]:25,[2]:71,[3]:5.
- En octobre 1982, Mutsuhiro Kinjō et son équipe organisent une campagne de reconnaissance sur les pentes autour du gusuku et déterminent son emprise complète. Ils identifient quatre-vingt-deux tombes, anciennes et récentes, qui incluent une tombe d’aji (Aji-baka) et la tombe de  Yō Chōhō Sashiki Chikudun Kōdō, ainsi que des installations de la Seconde Guerre mondiale pour abriter des bateaux-suicides (« Complexe de tunnels secrets pour bateaux-suicides de la rivière Shirahi-gawa »)[3]:5,[1]:25.
- La même année une étude environnementale est organisée par le Comité d’Éducation de la Préfecture d’Okinawa, qui identifie cinquante-et-une espèces végétales différentes[3]:5.
- En 1992 et 1993, pendant la campagne de reconnaissance pour l’identification de tous les sites archéologiques de Chatan, douze sites sont identifiés ou confirmés dans le gusuku de Chatan[1]:25.

#### Campagnes de fouilles
Après que l’emprise du gusuku a été déterminée avec l’étude topographique de 1982, dix-neuf campagnes de fouilles archéologiques ont été tenues dans le gusuku de Chatan entre 1984 et 2019:1,:1,:29.
- Première campagne de Chatan Gusuku (1984), par le Comité d’Éducation du Bourg de Chatan, incluant dix zones de fouilles dans les première et deuxième enceintes, pour un total de 40 mètres carrés[3],[1]:30,[8]:8.
- Campagne de Chatan Gusuku Site 7 (1984), par le Comité d’Éducation du Bourg de Chatan, fouille de 50 mètres carrés dans l’ancien village de Rindō[14].
- Deuxième campagne de Chatan Gusuku (1984), par le Comité d’Éducation du Bourg de Chatan, fouille de 24 mètres carrés à l’emplacement original du site sacré « Tun » dans la troisième enceinte[1]:30,[8]:8.
- Troisième campagne de Chatan Gusuku (1985), par le Comité d’Éducation du Bourg de Chatan, fouille de 88 mètres carrés dans la deuxième enceinte pour localiser le bâtiment principal[1]:30,[8]:8.
- Quatrième campagne de Chatan Gusuku (1987), par le Comité d’Éducation du Bourg de Chatan, sondages (pour un total de 36 mètres carrés) ouverts le long de la bordure sud de la quatrième enceinte pour déterminer la présence ou l’absence de vestiges[1]:30,[8]:8.
- Cinquième campagne de Chatan Gusuku (1988), par le Comité d’Éducation du Bourg de Chatan, fouille de 144 mètres carrés dans la partie sud de la deuxième enceinte (au sud du bâtiment résidentiel)[1]:30,[8]:8.
- Sixième campagne de Chatan Gusuku (1990), par l’Université de Kumamoto, fouille de 44 mètres carrés à l’emplacement supposé de la porte entre la deuxième et la troisième enceinte, étude topographique de la deuxième enceinte, avec des incursions dans la première et la troisième enceinte[1]:30,[13]:7.
- Septième campagne de Chatan Gusuku (1991), par l’Université de Kumamoto, fouille de 68 mètres carrés dans la troisième enceinte pour identifier des vestiges du début de la période Gusuku (XIIe siècle) et étude topographique de la zone entre la troisième et la quatrième enceinte[1]:30,[8]:1, 8-9.
- Huitième campagne de Chatan Gusuku (1992), par le Comité d’Éducation du Bourg de Chatan, fouille de 450 mètres carrés autour du mur le plus oriental[1]:30.
- Neuvième campagne de Chatan Gusuku (1993), par le Comité d’Éducation du Bourg de Chatan et l’Université Internationale d’Okinawa, fouille de cinq zones (37,5 mètres carrés) dans la dépression (possiblement anthropique) située environ 50 mètres à l’est du mur d’enceinte du gusuku de Chatan et étude topographique des première et quatrième enceintes[1]:31,[15]
- Étude de la distribution des murs de pierre (1993), par le Comité d’Éducation du Bourg de Chatan, incluant la totalité de la colline[16].
- Dixième campagne de Chatan Gusuku (1994), par le Comité d’Éducation du Bourg de Chatan et l’Université Internationale d’Okinawa, fouille de 26,5 mètres carrés dans la partie occidentale de la troisième enceinte[17].
- Onzième campagne de Chatan Gusuku (1995), par le Comité d’Éducation du Bourg de Chatan et l’Université Internationale d’Okinawa, fouille de 200 mètres carrés dans la zone de la porte entre la troisième et la quatrième enceinte[9].
- Douzième campagne de Chatan Gusuku (pas de données).
- Treizième à seizième campagnes de Chatan Gusuku (1998, 1999, 2002), par le Comité d’Éducation du Bourg de Chatan, fouille de 400 mètres carrés dans l’angle occidental du village de  Rindō pour mettre au jour le chemin menant à la porte du gusuku[11].
- Dix-septième campagne de Chatan Gusuku (2018-2019), par le Comité d’Éducation du Bourg de Chatan, étude de 60 000 mètres carrés pour créer une carte précise du gusuku[5]:36.

## Sites associés

### Sites associés aux alentours
Les cartes d’avant la Seconde Guerre mondiale montrent qu’il existait plusieurs petites collines au sud du gusuku, correspondant au village de Rindō (伝道), à un endroit appelé Mēgusuku (前グスク), au village de Tamēshi (玉代勢) et à Chōrōyama (長老山). Tous ces sites ont fourni du matériel archéologique de la période Gusuku et sont considérés comme associés étroitement au gusuku de Chatan:25.
Ichi Gusuku, situé 500 mètres au nord-ouest du gusuku de Chatan, sur une petite colline sur l’autre rive de la rivière Shirahi-gawa, est considéré comme un avant-poste du gusuku de Chatan,. Comme le gusuku de Chatan, le gusuku d’Ichi a joué un rôle majeur dans la résistance à l’invasion de Satsuma en 1609,. 
La tradition orale en fait le grenier du gusuku de Chatan plutôt qu’un simple avant-poste militaire:16.

La colline du gusuku d’Ichi était haute de 17 mètres avec son sommet situé à l’ouest, et il était possible depuis ce sommet de voir jusqu’au cap Zanpa au nord et jusqu’au cap Gusukuma au sud. La colline était couverte d’anciens pins de Ryūkyū et comportait plusieurs autres sites sacrés comme un temple Bijuru et la tombe de deux générations d’Ūkā Aji (Ōkawa Aji), qui ont été déplacés,:72,:16.

Le pont qui franchissait la rivière Shirahi-gawa entre le gusuku de Chatan et le gusuku d’Ichi était appelé le Pont Ichi Gusuku (池城橋). Il a été remplacé par un pont en pierre à cinq arches en 1821 et la tradition orale dit que la plupart des pierres pour cette construction ont été prises au gusuku de Chatan:16. Avant la Seconde Guerre mondiale, la route franchissait la colline du gusuku d’Ichi grâce à un tunnel de 18 mètres de long, le « tunnel de Chatan » qui avait été percé en 1905. Ce tunnel était le premier à avoir été percé sur l’île d’Okinawa, mais il a été détruit par les forces japonaises en 1944, causant probablement des dommages au gusuku:72.

Ichi Gusuku a été complètement détruit après la Seconde Guerre mondiale lors de la construction de la Route Militaire No.1 / Route Gouvernementale No.1 (actuellement Route Nationale 58):24. Le pied oriental de la colline, tronqué, est toujours visible au bord de la rivière Shirahi-gawa,:72.
Les deux sites de la période Gusuku de Kumuibaru et Kushikanikubaru sont également situés sur la rive opposée de la rivière Shirahi-gawa. Les deux sites sont datés du début de la période Gusuku et incluent des habitats et des nécropoles. Ils ont fourni une grande quantité de matériel du début de la période Gusuku (fragments de pots en stéatite, tessons de porcelaine blanche chinoise et tessons de céramique Kamuiyaki) et semblent avoir été des centres plus actifs que Chatan Gusuku à cette période:16.

### Sites situés dans legusukude Chatan

#### Patrimoine ethnologique dans legusukude Chatan
Le gusuku était associé à trois villages situés au sud de sa colline : Chatan, Tamēshi et Rindō (les terres de ces trois villages sont toujours situées dans le Camp Foster). Certains des sites sacrés de ces villages et situés à l’intérieur du gusuku de Chatan ont été utilisés jusqu’à ce que les terres soient saisies par les forces américaines. Ils comprennent Agari-nu-utaki, Tun, Iri-nu-utaki, Gusuku hi-nu-kan, la source Chatan Sū-gā et le site sacré de la source Kagan-gā.

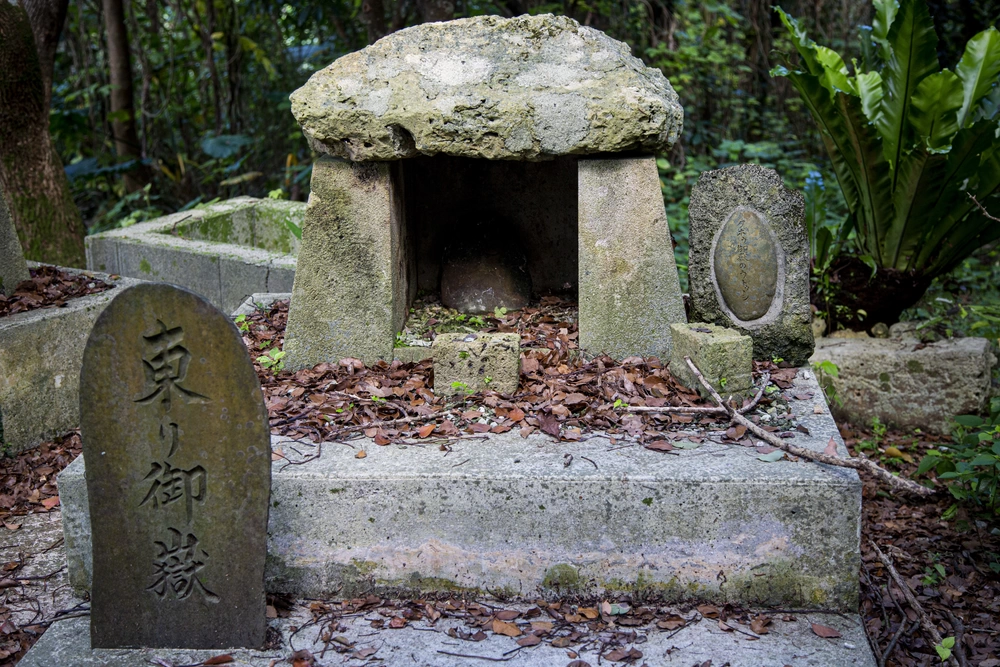
Chatan Gusuku Agari-nu-utaki

Le site sacré de Agari-nu-utaki (dans Chatan Gusuku) (北谷城内「東ノ御嶽」) a été désigné sous ce nom comme patrimoine ethnologique municipal.

Il est possible qu’il s’agisse du site sacré mentionné dans le Ryūkyū-koku yurai-ki (1713) sous le nom de Yoshinoutaki, qui est dédié au dieu Tengono-oibi:22,353. Il est mentionné sous le nom de Agari-nu-utaki dans le Ryūkyū-koku kyū-ki (1731).

Il était situé sur la colline à l’est du gusuku de Chatan, qui est aussi appelée Agari Gusuku.

Selon les membres du clan de Chatan Noro Dunchi, jusqu’à la Seconde Guerre mondiale, Agari-nu-utaki était utilisé comme utūshī (un autel pour transférer ses prières vers un autre lieu sacré) pour les prières adressées au site sacré de Yanbaru Kubō Utaki (très probablement le site de Kuba Utaki à Nakijin).

Après la Seconde Guerre mondiale, les terres ont été saisies par les forces américaines et un autel de transfert de prières a été installé pour Agari-nu-utaki dans le complexe rituel de Chatan Chōrōyama en 1960. En 1993, les habitants ont reçu l’autorisation de reconstruire leurs sites sacrés à l’intérieur du gusuku de Chatan, bien qu’il soit toujours à l’intérieur du Camp Foster. Cependant, il n’a pas été possible de reconstruire Agari-nu-utaki à son emplacement originel et il est actuellement dans la partie sud de la troisième enceinte du gusuku. L’emplacement originel a été marqué avec des bornes d’arpentage afin de le transmettre aux futures générations:352.

Actuellement, des rites sont pratiqués sur ce site pour les festivals Umachī des cinquième et sixième mois du calendrier lunaire par les membres du clan de Chatan Noro Dunchi et des représentants de l’association des amis de l’aza de Chatan. Une pierre sacrée servant d’utūshī pour Nakijin Kubō Utaki est installée juste à côté du temple actuel:354.

Il a été désigné patrimoine ethnologique municipal par le bourg de Chatan en 2004,.

La zone du gusuku de Chatan a été rétrocédée au Japon en 2020 mais l’accès est toujours strictement contrôlé par le Bureau de la Défense japonais.
Le Site sacré du Tun (dans Chatan Gusuku) (北谷城内「殿」) est désigné sous ce nom comme patrimoine ethnologique municipal.
Il est situé dans la troisième enceinte. « Tun » signifie littéralement « résidence ». Les sites sacrés tun sont généralement à l’emplacement ou l’emplacement supposé des anciennes résidences des personnes qui ont été importantes pour la fondation du village. Le tun de Chatan est probablement le site mentionné dans le Ryūkyū-koku yurai-ki (1713) sous le nom de « Chatan-gusuku-nai-nu-tun » (lit. « le tun à l’intérieur de Chatan Gusuku »), qui est un site sacré à la fois pour les villages de Chatan et Tamēshi (actuellement Tamayose).
Il est également mentionné dans le Ryūkyū-koku kyū-ki (1730) sous le même nom:22.

Des rites étaient conduits dans ce lieu sacré pour le festival des épis de riz et le festival de la moisson du riz par la Noro de Chatan. Il y avait aussi à ces occasions des offrandes par les administrateurs locaux (jitū, ufuyaku) et les habitants des villages. 
Actuellement, des rites sont pratiqués sur ce site pour les festivals Umachī des cinquième et sixième mois du calendrier lunaire par les membres du clan de Chatan Noro Dunchi et des représentants de l’association des amis de l’aza de Chatan.

Après la Seconde Guerre mondiale, les terres ont été saisies par les forces américaines et un autel de transfert de prières a été installé pour le Tun de Chatan dans le complexe rituel de Chatan Chōrōyama. En 1993, bien que toujours à l’intérieur du Camp Foster, le site a été reconstruit dans la partie sud-ouest de la troisième enceinte du gusuku de Chatan, environ 15 mètres au nord-est de son emplacement originel. 
Il a été désigné patrimoine ethnologique municipal par le bourg de Chatan en 2004,.

La zone du gusuku de Chatan a été rétrocédée au Japon en 2020 mais l’accès est toujours strictement contrôlé par le Bureau de la défense japonais.
Le site de Iri-nu-utaki (西御嶽, lit. « le site sacré occidental ») a été reconstruit en décembre 1993 dans la quatrième enceinte.

Les sources sont contradictoires sur son emplacement originel, dans la quatrième ou la troisième enceinte, bien qu’il soit probable qu’il ait toujours été dans la quatrième enceinte dans la zone appelée Iri Gusuku. Il correspond probablement au site sacré mentionné dans le Ryūkyū-koku yurai-ki et le Ryūkyū-koku kyū-ki sous le nom de « Gusuku-nai-amuro-zaki-nu-utaki » qui est dédié au dieu Ishiragono-o-ibe:22, 23, 353.

Il compte actuellement treize brûle-encens et est couramment appelé « les treize dieux » ou « les treize brûle-encens ». Selon les membres du clan de Chatan Noro Dunchi, les brûle-encens symbolisent les douze branches terrestres, liées entre elles par le dieu du feu. Avant la Seconde Guerre mondiale, seule la Noro de Chatan était autorisée à pénétrer dans le site sacré, à l’exception du jour précédant le festival du tir-à-la-corde de Chatan, qui est organisé tous les treize ans par les trois villages de Chatan, Tamēshi et Rindō, où les habitants étaient autorisés à venir prier pour le bon déroulement du festival,:353.

Il y a actuellement à l’entrée de l’utaki une stèle qui porte l’inscription « aucun homme n’est autorisé dans cette enceinte sacrée par ordre de la Noro de Chatan »:354.
Le site de Gusuku Hi-nu-kan (城火之神, lit. « le dieu du feu du gusuku ») est situé dans la quatrième enceinte, dans la zone appelée Iri Gusuku, devant Iri-nu-utaki. Des prières étaient adressées à cet endroit avant d’entrer le site sacré d’Iri-nu-utaki:3.

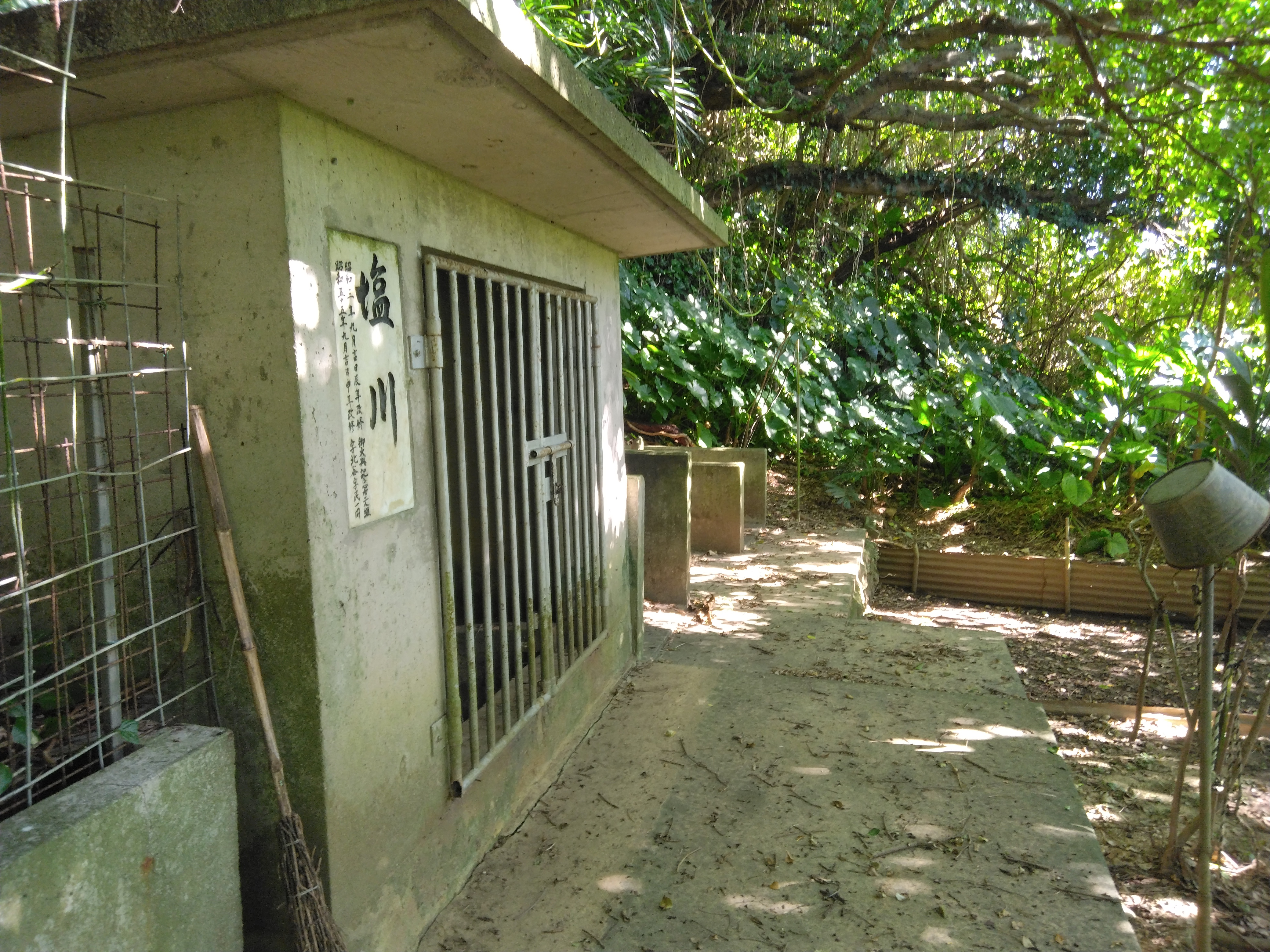
Source Chatan Sū-gā

La source Chatan Sū-gā (北谷塩川) est située  sur la bordure occidentale de la colline du gusuku de Chatan. Le puits est actuellement enclos dans un temple en béton. Elle est également appelée « Gusuku-gusainī-gā »:3.

Elle était utilisée jusqu’à la Seconde Guerre mondiale par les habitants du village de Chatan, pour leurs besoins quotidiens en eau et pour l’eau sacrée wakamiji du nouvel an. Des rites sont conduits à la source pour le Hachiubī (« premières prières ») du troisième jour du premier mois du calendrier lunaire et pour le Kāubī (« prières des sources ») du onzième jour du huitième mois, par les membres du clan de Chatan Noro Dunchi:3.
 
Le brûle-encens pour Sū-gā est placé à l’intérieur du temple en béton, derrière le puits. Il y a deux autres brûle-encens à droite du puits, chacun avec une stèle en pierre, l’un pour Aji-baka-nu-utūshi (« autel de transfert de prières pour la tombe de l’Aji ») et l’autre pour Uganju : Mifūda (« site sacré de Mifūda »).
Les autres puits en relation avec le gusuku, Inagu-gā dans Rindō qui était utilisé par les servantes du gusuku pour se baigner et faire la lessive, et Nūru-gā qui était utilisé par la Noro de Chatan pour se purifier avant de pénétrer dans le gusuku, ont disparu dans les altérations du paysage effectuées par les forces américaines après la guerre:24.
Un brûle-encens pour la source Kagan-gā (カガンガー) est situé dans la troisième enceinte, à proximité du Tun et du nouvel Agari-nu-utaki. Il est accompagné par une stèle en pierre mentionnant qu’elle est liée à Agari-nu-utaki et que le brûle encens a été placé en 2005. Kagan-gā est le nom d’un puits qui était à l’origine près d’Agari-nu-utaki, au pied de la colline d’Agari Gusuku:354.

#### Sites archéologiques situés dans le gusuku de Chatan
Les anciennes campagnes de reconnaissances du gusuku de Chatan ont identifié un groupe de onze sites de différentes périodes situés sur la colline, qui ont été numérotés : 
- No.1, Tombe de Kaniman Aji (金満按司墓, Kaniman Ufaka?), identifiée en 1982 et située sur la pente nord, dans la cinquième enceinte, dans une grotte naturelle ouverte dans la falaise. Elle a été vidée après la Seconde Guerre mondiale et n’est pas actuellement utilisée. La très grande ouverture de la grotte (3 mètres de large et 5 mètres de haut) a sa partie basse fermée par un mur en opus quadratum. La chambre funéraire à l’intérieur mesure 8 par 6 mètres, pour 6 mètres de haut. Le chemin qui mène à la tombe (haka-michi) est situé sur la droite de la tombe et inclut des marches en pierre. Il commençait en haut de la colline, depuis l’intérieur du gusuku et a été utilisé pour les cérémonies pratiquées à la tombe jusqu’à la Seconde Guerre mondiale[1]:26,[3]:5. Plusieurs munchus des villages alentour venaient prier à la tombe pour le festival de Shīmī. Après la guerre, ils escaladaient la colline depuis le bas. La tombe a été déplacée en 1960 à l’extérieur de la base militaire[5]:20.
- No.2, Tombe de Yō Shiho Sashiki Chikudun Kōdō (雍肇豊佐敷筑登之興道の墓?), identifiée en 1982, située environ 10 mètres à l’ouest de la tombe de Kaniman, fait aussi usage d’une grotte naturelle de la falaise. L’ouverture est fermée par un mur en opus incertum. Il y a un petit espace devant, qui sert de cour à la tombe (nā) et dans lequel il y avait auparavant une stèle en pierre (dont il reste uniquement les fondations). Comme des documents historiques mentionnent le fait que la tombe de Kōdō avait une stèle en pierre, cette tombe lui a été attribuée[1]:26,[3]:5-6.
- No. 3, Tombe de Chatan Mōshi, située environ 10 mètres à l’ouest de la tombe de Yō Shiho Sashiki Chikudun Kōdō, elle a été sévèrement endommagée par des glissements de terrain[1]:26. Chatan Mōshi, dont la vie a été dramatisée dans la pièce de théâtre du même nom, était une chanteuse célèbre qui a donné par inadvertance un poème destiné à son amoureux Kakuri Umisatu à un autre homme, Makabi Satunushi. Comme Makabi Satunushi était également amoureux d’elle, il lui rend visite à la nuit tombée, plongeant toute la maisonnée dans la confusion. Bien que Mōshi préserve sa vertu, Kakuri Umisatu entend  parler de la lettre d’amour et, pensant qu’elle était vraiment adressée à Makabi Satunushi, essaie de se suicider de tristesse. Il se jette d’une falaise, mais ne meurt pas et après un certain temps, il fait la connaissance d’une autre femme, Chirā, qu’il décide d’épouser. Cependant, il rencontre par hasard de nouveau Mōshi et se rend compte qu’il en est toujours amoureux. Jalouse, Chirā décide de tuer Mōshi, mais en est finalement dissuadée par la nourrice de Mōshi[24].
- No.4, deux tombes sans nom sur la falaise faisant face à la rivière Shirahi-gawa, identifiées en 1982. Les tombes sont dans deux grottes naturelles juxtaposées. L’ouverture mesure 2,5 mètres de large, 1,3 mètre de haut et les grottes font 1,8 mètre de profondeur. Il y a quatre trous circulaires, d’environ 15 centimètres de diamètre, creusés à l’ouverture, dans le sol et dans le plafond, pour accueillir des poutres en bois pour fermer la tombe. Ce type de fermeture est rare, le seul autre exemple connu étant dans les tombes des falaises du port de Unten à Nakijin[1]:26,[3]:6.
- No.5, un dépotoir de poterie de type Fensa-kasō (Kaizuka Récent) situé au pied de la colline à l’angle nord-ouest du gusuku de Chatan, identifié pendant leur campagne de 1979 par les anciens membres du « club archéologique de l’Université des Ryukyus »[1]:26.
- No.6, un dépotoir comprenant de la poterie de la période Kaizuka et du grès de la période moderne, en relation avec la source Sū-gā, situé à l’angle sud-ouest du gusuku de Chatan[1]:26,[3]:6.
- No.7 (fouillé, sous le nom de « Chatan Gusuku Site No. 7 »), correspond à une partie du village de Rindō, au sud du gusuku de Chatan et inclut le puits de la Noro,  Nūrū-gā. Le matériel archéologique découvert inclut du grès, de la porcelaine et du céladon de la période moderne[1]:26,[3]:6.
- No.8, un dépotoir situé au pied de la falaise sud des première, deuxième et troisième enceintes du gusuku, contenant de la poterie du Kaizuka Récent et de la période Gusuku ainsi qu’une grande quantité de céladon[1]:26,[3]:6.
- No.9, un dépotoir contenant de la poterie de la Phase III du Kaizuka Ancien, qui était situé sur le flanc nord-est du gusuku. Cependant, la campagne de fouilles de 1993 menée sur son emplacement a confirmé qu’il avait été détruit[1]:27,[3]:6.
- No.10, un dépotoir avec de la poterie du Kaizuka Récent et des coquillages marins, situé au sud-est du gusuku, sur la pente. Il est possible qu’il s’agisse d’une extension de l’Amas Coquillier de Chatan Gusuku[1]:29,[3]:6.
- No.11, l’Amas Coquillier de Chatan Gusuku, situé à l’est du gusuku, est le premier site archéologique à avoir été identifié dans le gusuku de Chatan, sa découverte ayant été publiée en 1960[1]:29,[3]:6.

Des campagnes de reconnaissance archéologiques plus récentes ont également identifié quatre-vingt-deux tombes dans la totalité de la colline et au moins cinq tunnels creusés dans la falaise nord par les forces japonaises pendant la Seconde Guerre mondiale:8, 33.